# Alteglofsheim
Alteglofsheim ist eine Gemeinde im Oberpfälzer Landkreis Regensburg in Bayern.

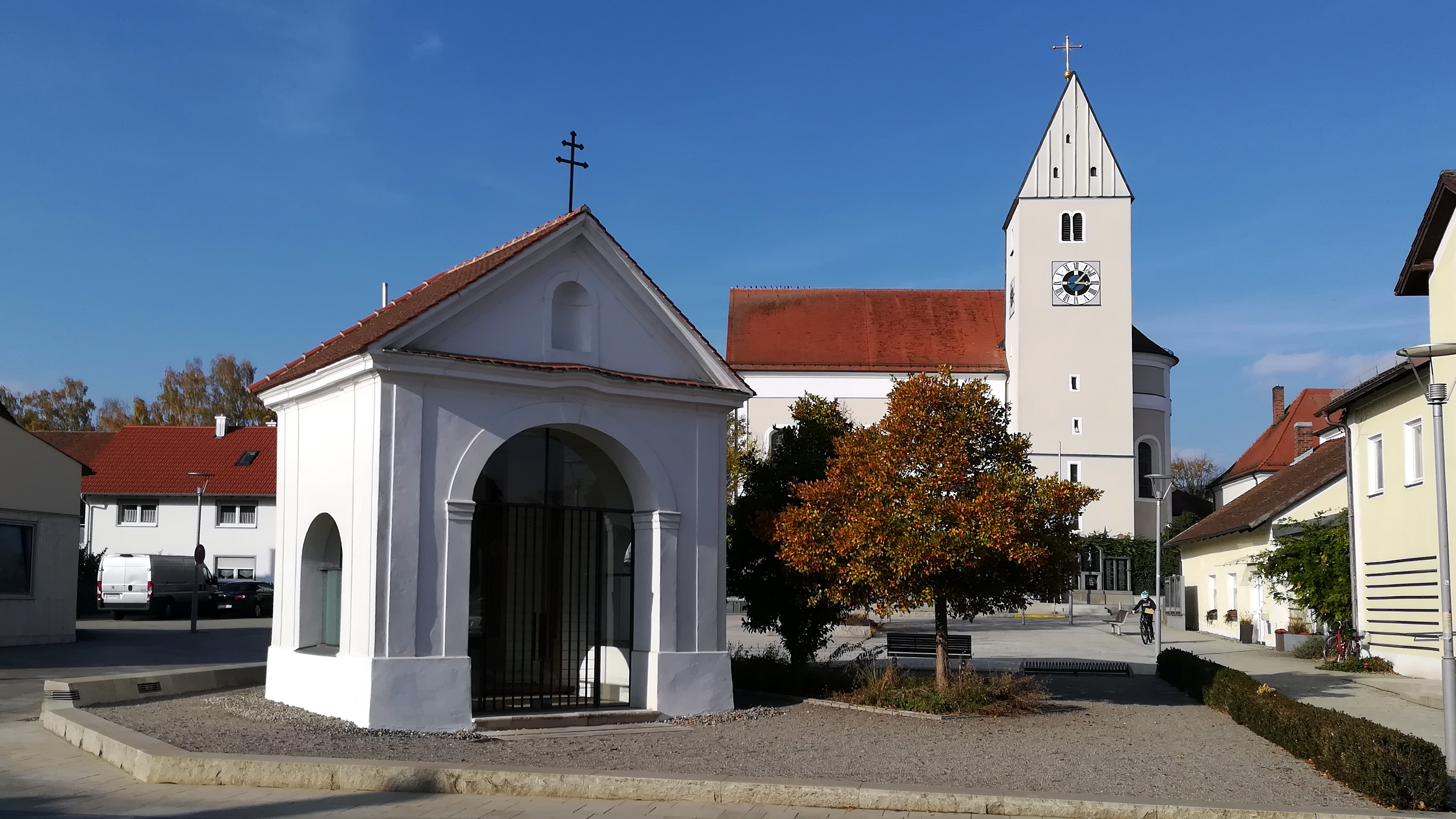
Kirchplatz Alteglofsheim

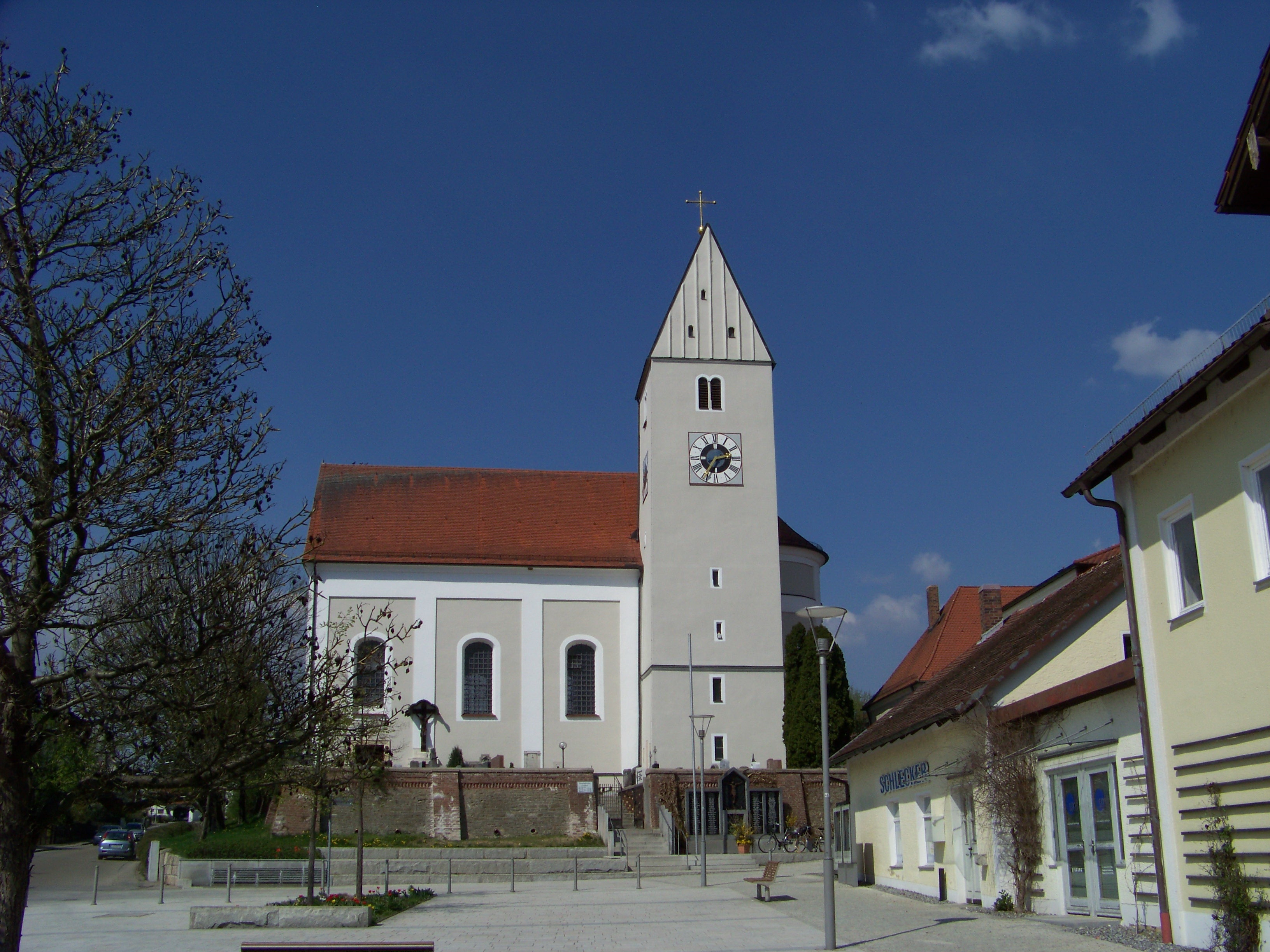
Kirche St. Laurentius Alteglofsheim

## Geografie

### Geografische Lage
Die Gemeinde liegt circa 15 Kilometer südsüdöstlich von Regensburg an der Bundesstraße 15 (Regensburg–Landshut) in den Ausläufern des Niederbayerischen Hügellandes.

### Gemeindegliederung
Es gibt zwei Gemeindeteile (in Klammern ist der Siedlungstyp angegeben):
- Alteglofsheim (Pfarrdorf)
- Aumühle (Einöde)

Es gibt nur die Gemarkung Alteglofsheim.

### Nachbargemeinden
Köfering (nördlich), Hagelstadt (südlich), Thalmassing (westlich), Mintraching (östlich)

## Geschichte

### Bis zur Gemeindegründung
Ein erstmaliger Beleg aus dem Jahr 798 für den Ort Egilolfesheim stellte sich als Fälschung des 11. Jahrhunderts heraus. Das Pfarrdorf wurde zuverlässig im 10. Jahrhundert als Egilolfesheim erstmals erwähnt. Seit 1867 ist die Schreibweise Alteglofsheim gebräuchlich. Der Ortsname leitet sich aus dem Personennamen Agilolf/Egilolf und dem althochdeutschen heim ab. Zur Unterscheidung von dem im selben Landkreis liegenden Kirchdorf Neueglofsheim wurde der Zusatz Alt- angefügt.
Der Ort war Teil des Kurfürstentums Bayern. Alteglofsheim war eine Hofmark im Landgericht Haidau-Pfatter. Verschiedene Adelsfamilien hatten die Grund- und Gerichtsherrschaft inne, unter anderem die nach dem Ort benannten Eglofsheimer, die Mitte des 12. bis Ende des 14. Jahrhunderts bischöfliche Ministerialen waren. Von 1480 bis (mindestens) 1573 war die Burg im Besitz der Freiherrn von Parsberg (zuletzt: Ottheinrich von Parsberg zu Alteglofsheim, † 1573). Der Name Alteglofsheim wurde erst mit dem Bau der Burg Neueglofsheim (1314 erstmals erwähnt, heute Schloss Haus) gebräuchlich. Schloss Alteglofsheim, das aus einer mittelalterlichen Wasserburg entstand, wurde 1658 von Freiherr (ab 1685 Reichsgraf) Johann Georg I. von Königsfeld gekauft. Das Schloss erlebte seine Blütezeit unter dem Reichsgrafen Johann Georg II. von Königsfeld († 1750). Um 1810 ging die Hofmark an die Freiherren von Cetto über. Im Zuge der Verwaltungsreformen in Bayern entstand mit dem Gemeindeedikt von 1818 die heutige Gemeinde.

### Schloss
Das Schloss Alteglofsheim entwickelte sich aus einer mittelalterlichen Wasserburg, die bereits im Mittelalter mehrfach ihre Besitzer wechselte, darunter die Bischöfe von Regensburg und die bayerischen Herzöge. Im 17. und 18. Jahrhundert erfolgte der barocke Ausbau durch die Reichsgrafen Königsfeld, die 1658/1659 als Freiherren die Burg erwarben. Nach dem Aussterben des Hauses Königsfeld geriet das Schloss im Jahr 1835 an das fürstliche Haus Thurn und Taxis, nach 1937/1939 in den Besitz eines Pfarrers und danach seiner Haushälterin. 1973 erwarb der Freistaat Bayern kurz vor dem völligen Verfall das Anwesen. Es beherbergt nach umfangreichen Renovierungsarbeiten zwischen 1992 und 2002 die „Bayerische Musikakademie Schloss Alteglofsheim“, eine von drei bayerischen Musikakademien, die auf Beschluss des Bayerischen Ministerrats 1989 gegründet wurde. Im Mai 1991 hatten sich der Freistaat Bayern, die Bezirke Niederbayern und Oberpfalz, der Landkreis Regensburg, die kreisfreie Stadt Regensburg, die Gemeinde Alteglofsheim und der Bayerische Musikrat zum „Zweckverband Bayerische Musikakademie Alteglofsheim“ zusammengeschlossen, um nach den Umbauarbeiten ab 1999 den Seminarbetrieb der Musikakademie aufzunehmen. Die offizielle Einweihung fand am 22. September 2000 statt. Im Juni 2003 wurde auch die umfangreiche Gartenanlage dem Zweckverband als Mieter übergeben.

### Einwohnerentwicklung
Zwischen 1988 und 2018 wuchs die Gemeinde von 2742 auf 3316 um 574 Einwohner bzw. um 20,9 %.
- 1970: 1554 Einwohner
- 1987: 2701 Einwohner
- 1991: 2846 Einwohner
- 1995: 3025 Einwohner
- 2000: 3015 Einwohner
- 2005: 3222 Einwohner
- 2010: 3210 Einwohner
- 2015: 3187 Einwohner
- 2018: 3316 Einwohner

## Politik

### Bürgermeister
Erster Bürgermeister ist seit Mai 2014 Herbert Heidingsfelder (Freie Wähler). Er wurde mit 63,01 % der Stimmen gewählt. Bei der Kommunalwahl vom 15. März 2020 wurde Heidingsfelder mit 67,82 % der Stimmen wiedergewählt.

### Gemeinderat
Der Gemeinderat besteht aus 16 Mitgliedern und dem Ersten Bürgermeister. Er setzt sich seit der Kommunalwahl am 15. März 2020 bis 2026 folgendermaßen zusammen:
- CSU: 6 Sitze
- Freie Wähler: 8 Sitze
- Bürger für Alteglofsheim: 3 Sitze

Von den 2.693 stimmberechtigten Einwohnern in der Gemeinde Alteglofsheim, haben 1.893 von ihrem Wahlrecht Gebrauch gemacht, womit die Wahlbeteiligung bei 70,29 Prozent lag.

### Wappen
|                                                                   | Blasonierung: „In Blau ein geflügelter hersehender goldener Löwenkopf.“ |
| Es entstammt dem Wappenbild des Geschlechts derer von Eglofsheim. |                                                                         |

## Kultur und Sehenswürdigkeiten

### Schloss Alteglofsheim

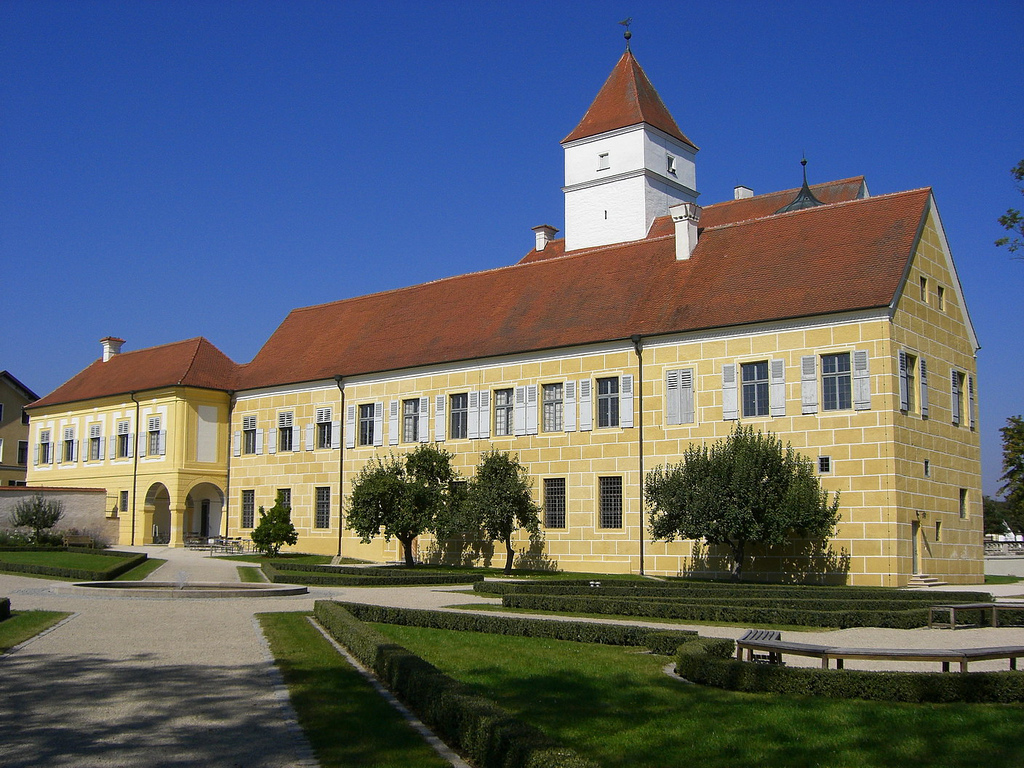
Schloss Alteglofsheim

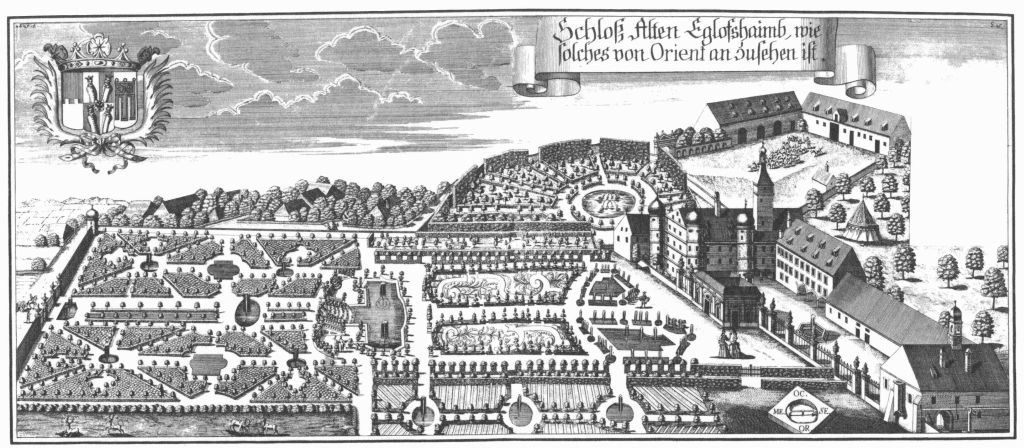
Schloss Alteglofsheim nach einem Kupferstich von Michael Wening von 1721

Der spätgotische Anlagenkern von Schloss Alteglofsheim mit dem Bergfried stammt aus dem Anfang des 14. Jahrhunderts. Mehrere Um- und Anbauten erfolgten im 17. und 18. Jahrhundert unter den Reichsgrafen von Königsfeld. Der Freiherr und spätere Reichsgraf Johann Georg I. von Königsfeld ließ 1679/80 den barocken Anbau mit den acht sogenannten Schönen Zimmern im Obergeschoss und der zweischiffigen Hauskapelle im Erdgeschoss nach Plänen von Enrico Zuccalli errichten. Die von Giovanni Battista Carlone (Kaisersaal), Johann Gebhard aus Prüfening (Deckenfresko im Roten Zimmer) und Jakob Heybel ausgestalteten Räume sind in Bayern das erste Beispiel für Paradezimmer in einer nach französischem Vorbild gestalteten Raumfolge. Reichsgraf Johann Georg II. von Königsfeld ließ 1728 bis 1734 Fassade, Garten und den Südflügel unter Beteiligung von Künstlern wie Johann Baptist Zimmermann und François de Cuvilliés neu gestalten. Besonders hervorzuheben ist der Asam-Salettl, der 1730 von Cosmas Damian und Egid Quirin Asam erbaut wurde. Das Deckenfresko von Cosmas Damian Asam zeigt Apoll auf dem Sonnenwagen. Eine Besichtigung des Schlosses ist nur für Gruppen nach Voranmeldung möglich.

### Sport
In Alteglofsheim gibt es den TSV Alteglofsheim, der 15 Sportarten anbietet.

## Regelmäßige Veranstaltungen

### Faschingszug
Jährlich am Faschingssonntag, mit Faschingstreiben rund um den Dorfplatz und Faschingsfete anschließend im „FGZ Alteglofsheim“. Durchgeführt wird der Faschingszug vom örtlichen Sportverein TSV Alteglofsheim e. V.

### Maibaumaufstellen
Jeweils zum 1. Mai wird am Feuerwehrhaus vom örtlichen Feuerwehrverein ein Maibaum aufgestellt. Dies geschieht traditionell in Tracht und der Baum wird vom Dorfplatz bis zum Feuerwehrhaus getragen. Auf dem Fest können die Besucher dann das Aufstellen mittels „Scheren“ miterleben. Bei Blasmusik und Brotzeit ist für Kinder der Baum mit diversen Dingen (Knackwürsten, Speck, Brezen etc.) versehen, die sie unter Aufsicht und Hilfe erklettern können, um sie anschließend ihr Eigen zu nennen.

### Südafrikalauf
Im Frühsommer wird jährlich ein Crosslauf durchgeführt. Die Streckenlängen haben 2 km (Kinderlauf), 5 km und 10 km (auch Nordic Walking) und führt vom Festplatz Alteglofsheim über Schotter und Waldwege nach Neueglofsheim, wo am Naturdenkmal Wolfgangseiche vorbeigelaufen wird. Die Strecke für 5 km biegt nach dem höchsten Punkt der Strecke „Eichelberg“ links ab ins Ziel, während die 10 km Strecke über die „Grüner Wiese“ bis zum „Rochus“ nahe der B15 und am Ortsrand des Schützenrings dem Ziel näher kommt. Die Startgelder werden für die AIDS-Stiftung in Südafrika gespendet.

### d’Eglofshamer Volksfest
Erstmals 2007 wurde auf der Festwiese ein Volksfest abgehalten, das vom eigens gegründeten Verein „D’Eglofshamer“ veranstaltet wird. Dieser Verein hat sich vorgenommen die Tradition und Heimatverbundenheit zu repräsentieren.
Das Fest findet im Sommer an zwei Tagen statt und bietet am Freitag einen Abend mit Liveband und am Samstag einen „bayrischen Abend“. Hierfür wurde auch eine eigene Schuhplattler Gruppe gegründet. Das Volksfest machte sich binnen kürzester Zeit einen Namen und wird seit 2009 im Rhythmus von zwei Jahren abgehalten.

### Weihnachtsmarkt
Immer am ersten Samstag im Dezember, am Dorfplatz abgehalten.

## Wirtschaft und Infrastruktur

### Wirtschaft einschließlich Land- und Forstwirtschaft
Es gab 2020 im Bereich der Land- und Forstwirtschaft 15 (1998 keine), im produzierenden Gewerbe 199 (1998: 133) und im Bereich Handel und Verkehr 57 (1998: 61) sozialversicherungspflichtig Beschäftigte am Arbeitsort. In sonstigen Wirtschaftsbereichen waren am Arbeitsort 346 (1998: 80) Personen sozialversicherungspflichtig beschäftigt. Sozialversicherungspflichtig Beschäftigte am Wohnort gab es insgesamt 1428 (1998: 1038). Im verarbeitenden Gewerbe (sowie Bergbau und Gewinnung von Steinen und Erden) gab es zwei Betriebe, im Bauhauptgewerbe einen Betrieb. Zudem bestanden im Jahr 1999 35 landwirtschaftliche Betriebe mit einer landwirtschaftlich genutzten Fläche von 773 ha (1998: 622 ha, davon waren 599 ha Ackerfläche und 23 ha Dauergrünfläche). Zudem 315 ha Wald.

### Verkehr
Alteglofsheim liegt an der ehemaligen, inzwischen zur Staatsstraße 2615 abgestuften Bundesstraße 15 (Regensburg–Landshut) und verfügt über drei Zubringer (Alteglofsheim -Nord, -Mitte, -Süd).
Die A 93 Regensburg – München (Anschlussstelle Bad Abbach), ist etwa zehn Kilometer westlich gelegen.
Der Bahnhof Köfering liegt an der Bahnstrecke München–Regensburg direkt am nordöstlichen Ortsende und ist vom Zentrum ca. einen Kilometer entfernt. Weiterer Bahnhof in Hagelstadt.
Die nächsten internationalen Flughäfen sind München II und Nürnberg.

### Bildung
Es gibt folgende Einrichtungen (Stand: 1999):
- Kindergärten: 100 Kindergartenplätze mit 98 Kindern
- Grundschule: in Union mit der Grundschule Köfering
- Mittelschule mit M-Zug sowie einer Mittagsbetreuung und einer Ganztagsbetreuung[11]

## Ehrenbürger
- 2016, 23. Januar: Willi Schneider, ehemaliger 2. Bürgermeister und Gemeinderat (1978–2008)

## Musikakademie
Der Ort ist Sitz der Musikakademie Schloss Alteglofsheim, die als dritte Bayerische Musikakademie (neben Marktoberdorf und Hammelburg) im Jahr 2000 eingeweiht wurde. Träger ist der Zweckverband Bayerische Musikakademie Schloss Alteglofsheim e. V.